# إيز أبايان
إيز أبايان (بالإنجليزية: Aize Obayan)‏ (من مواليد 4 مارس 1960) كانت مسؤولة التعليم في نيجيريا وأستاذة في الإرشاد ومتخصصة في نواحي متعددة للتصرف السلوكي البشري.

## تعليمها وعملها
حصلت أبايان على الدكتوراه من جامعة إيلورين، وقبل التحاقها بجامعة العهد كانت محاضرة في جامعة روهامبتون بالمملكة المتحدة.
كانت أبايان نائبة سابقة لجامعة العهد في كانانلاند بأوتا في نيجيريا ومنذ عام 2005 حتى ديسمبر 2012 استبدالت بالأستاذ تشارلز أيو. انتُخبت نائبة رئيس جامعة لاندمارك بولاية كوارة، وهي إحدى أفضل الجامعات الخاصة في نيجيريا.

## حياتها الشخصية
تزوجت أبايان من أديتوكوندو أبايان، وأنجبت منه ولدين. اعتنقت المسيحية على مذهب الولادة الجديدة.